# Piercia subrecta
Piercia subrecta är en fjärilsart som beskrevs av Claude Herbulot 1974. Piercia subrecta ingår i släktet Piercia och familjen mätare. Inga underarter finns listade i Catalogue of Life.